# Surinaamse parlementsverkiezingen 2000/Kandidatenlijst/Para
Dit is de lijst van kandidaten voor de Surinaamse parlementsverkiezingen in 2000 in Para. De verkiezingen vonden plaats op 25 mei 2000.
De onderstaande deelnemers kandideerden op grond van het districten-evenredigheidsstelsel voor een zetel in De Nationale Assemblée. Elk district heeft een eigen lijsttrekker. Los van deze lijst vonden tegelijkertijd de verkiezingen van de ressortraden plaats. Daarvoor geldt het personenmeerderheidsstelsel. De kandidaten voor de ressortraden staan hieronder niet genoemd.

## Kandidaten

### Algemene Bevrijdings- en Ontwikkelingspartij(ABOP): 6
1. Rudie L.Th. Pinas: 5
2. Imelda Darson: 1

### Amazone Partij Suriname(APS): 126
1. Armand S. Karwofodi: 126

### Basispartij voor Vernieuwing en Democratie(BVD): 208
1. Floyd S. Pancham: 153
2. Vincent E. Jubithana: 4
3. Jacintha Bonsma: 51

### Democratisch Alternatief '91(DA'91): 245
1. Franklin M. De Getrouwe: 172
2. Edmund N. King: 24
3. D. Mijnals-Eduards: 49

### Democratisch Nationaal Platform 2000(DNP 2000): 1043
1. L. Hermelijn-Raveles: 997
2. Siegfried R. Voorburg: 13
3. Mario J. Renfurm: 33

### Millenniumcombinatie (MC): 1675
1. Ricardo Wilfred Panka: 1048
2. Wasimin H. Karijomenggolo: 318
3. Jerry A. Gijsberg: 309

### Naya Kadam(NK): 91
1. F. Singosemito-Ronosemito: 79
2. Satish Gendaram: 6
3. Julius J. Stuger: 6

### Nieuw Front(NF): 3095
1. Ronald Karwofodi (NPS): 973
2. Ronald S. Sait: 805
3. Percy Stijfmeyer (NPS): 1317

### Nationale Partij voor Leiderschap en Ontwikkeling(NPLO): 54
1. Hendrik R. Partodinomo: 22
2. Dave Rampersad: 32

### Pendawa Lima(PL): 99
1. Ferdinand F. Danning: 46
2. A Dijo-Doerasim: 32
3. Harry S. Hardjopawiro: 21